# Festival Internacional SeixalJazz
O Festival Internacional SeixalJazz é um festival de música Jazz português que acontece desde 1996 anualmente em Seixal (Setúbal) e é considerado um dos mais emblemáticos festivais do género em Portugal.
Pelos diferentes palcos do festival já passaram músicos como John Abercrombie, Dave Holland, John Scofield, Michael Brecker, Benny Golson, Joe Lovano, Carlos Barretto, Carlos Bica, Ravi Coltrane, Brad Mehldau, Chico Freeman, John McLaughlin, Chick Corea, Charlie Haden, Mingus Big Band, Odean Pope, Paul Motian, Louis Sclavis, Sam Rivers, Kenny Werner, Kurt Rosenwinkel, Guy Barker, Ambrose Akinmusire, Gary Bartz, Ken Vandermark, Craig Taborn, Tony Malaby, Ches Smith,  entre muitos outros.
Historicamente, os concertos do festival dividem-se por dois palcos: Auditório Municipal do Fórum Cultural do Seixal e SeixalJazz Clube, um espaço intimista que funciona no espaço de uns antigos refeitórios de uma fábrica corticeira já extinta. Nas últimas edições, os concertos concentram-se apenas no Auditório Municipal.
Paralelamente, o festival organiza um programa habitual de actividades com exposições, workshops, feiras e concertos didácticos.